# Прибойный (Камчатский край)
Прибойный — упразднённый посёлок в Соболевском районе Камчатского края России. Входил в состав Кировского поссовета.

## География
Расположен на берегу Охотского моря, близ прибойной полосы, отчего и получил своё название.

## История
Упразднён 11 декабря 1964 года.

## Население
В 1960 году здесь проживало 277 человек.

## Инфраструктура
В посёлке действовали рыбзавод № 2 и холодильник № 13 рыбокомбината им. Кирова
. Имелась начальная школа на 28 учащихся, ясли и детсад по 30 мест, фельдшерско-акушерский пункт, 2 магазина, столовая, пекарня, баня, отделение связи, клуб, библиотека. 